# Каса-Мила
Каса-Мила́ (кат. Casa Milà [ка́са мила́]) — жилой дом, построенный в 1906—1910 годах в Барселоне архитектором Антони Гауди для семьи Мила, одна из достопримечательностей каталонской столицы. Здание расположено на пересечении бульвара Пасео-де-Грасия с улицей Карре-де-Провенса (кат. Carrer de Provença). Каса Мила стал последней светской работой Гауди, прежде чем он полностью посвятил себя работе над храмом Саграда Фамилиа.

## История здания
Проект этого здания Гауди стал новаторским для своего времени: продуманная система естественной вентиляции позволяет отказаться от кондиционеров, межкомнатные перегородки в каждой из квартир дома можно перемещать по своему усмотрению, имеется подземный гараж. Предусмотренные проектом лифты не были установлены в ходе строительства и появились намного позднее. Здание представляет собой железобетонную конструкцию с несущими колоннами без несущих и опорных стен. Уникальные кованые решётки балконов стали результатом импровизации Жузепа-Марии Жужоля, который сотрудничал с Гауди и в других проектах.
Три внутренних дворика — один круглый и два эллиптических — являются характерными элементами оформления, к которым архитектор постоянно обращался, чтобы наполнить помещения в своих зданиях достаточным количеством света и свежего воздуха. Почти в каждом помещении имеется окно, в которое поступает дневной свет, что для того времени было в новинку. Все хозяйские комнаты выходят на улицу либо во внутренний двор квартала, окна хозяйственных помещений и комнат прислуги выходят в три внутренних дворика.
Первоначально мнение барселонцев о новом доме было не слишком высоким, дом Мила сразу получил прозвище «Педрера» (кат. La Pedrera — каменоломня) за свой запоминающийся неровный и тяжеловесный фасад.
В 1984 году Каса-Мила стал первым из сооружений XX века, включённым в Список Всемирного наследия ЮНЕСКО. Здание находится в собственности местной Fundació Catalunya-La Pedrera, которая использует бывшую квартиру в бельэтаже площадью 1 000 м² под выставочные цели. Квартира на шестом этаже здания оформлена в стиле 20-х годов XX века и вместе с чердачным этажом и террасой на крыше демонстрируется посетителям во время экскурсий. На остальных этажах размещаются офисы, некоторые квартиры по-прежнему занимают каталонские семьи.
На крыше дома происходит часть действия одного из наиболее знаменитых фильмов великого итальянского кинорежиссёра Микеланджело Антониони «Профессия: репортер» (1975).

## Особенности здания

### Патио
Значительным нововведением Гауди стало объединение традиционных световых шахт в 2 широких внутренних двора-патио, имеющих необычную извилистую, «органическую» конфигурацию. Этажи организованы вокруг патио для оптимальной вентиляции и максимального доступа дневного света. Выходящие в патио фасады здания покрыты полихромной росписью, в основном с растительными мотивами. Цветочный декор и навеянные мифологическими мотивами фрески также украшают потолки и стены двух входных вестибюлей и главной лестницы.

### Терраса крыши
Волнистая по очертаниям крыша следует ритму главного фасада, с чередованием различных элементов: выходов лестничных клеток, вентиляционных и дымовых труб. Открытые для свободной интерпретации и использованные символизма формы этих элементов не являются нарочитыми, несмотря на свою причудливость, а отвечают их утилитарной функции. Многие из них выложены мозаикой тренкадис из фрагментов битой керамики, гальки, мрамора и стекла.

### Мансарда
Мансарда является одним из самых интересных конструктивных решений в архитектуре Гауди. Этот зал, когда-то предназначенный для стирки и развешивания белья, опирается на 270 арок в форме цепной линии, сложенных из плоского кирпича. В нём разместилась постоянная экспозиция, посвященная жизни и творчеству мастера: творения Гауди представлены здесь макетами и чертежами, эскизами и черновиками, фотографиями и документальными фильмами. Выставка позволяет ознакомиться с наиболее характерными чертами работы мастера.

### Квартира-музей
Одна из квартир четвертого этажа позволяет совершить путешествие во времени и проникнуться атмосферой барселонской буржуазии XX века, мастерски воспроизведенной с помощью домашней утвари той эпохи. Здесь можно ознакомиться с первоначальной планировкой и подлинными орнаментальными деталями, выполненными по эскизам Гауди (такими как дверные и оконные ручки, двери и покрытие полов). Посещение квартиры сопровождается показом документального фильма о стремительном преображении и модернизации города в первой четверти XX века.

### Кафе
Кафе представляет собой сочетание стиля модерн и самобытности типичных старинных таверн-«фондас». Сюда можно зайти прямо с улицы, чтобы выпить чашечку кофе, пообедать или посидеть за бокалом вина.

### Выставочный зал
В бельэтаже здания, где находилась квартира домовладельцев — господ Мила, — теперь размещается выставочный зал площадью 1300 кв.м., в котором организуются временные экспозиции. В этом зале стоит обратить внимание на колонны с высеченными на них надписями и скульптурными декоративными мотивами.